# Самовольная отлучка

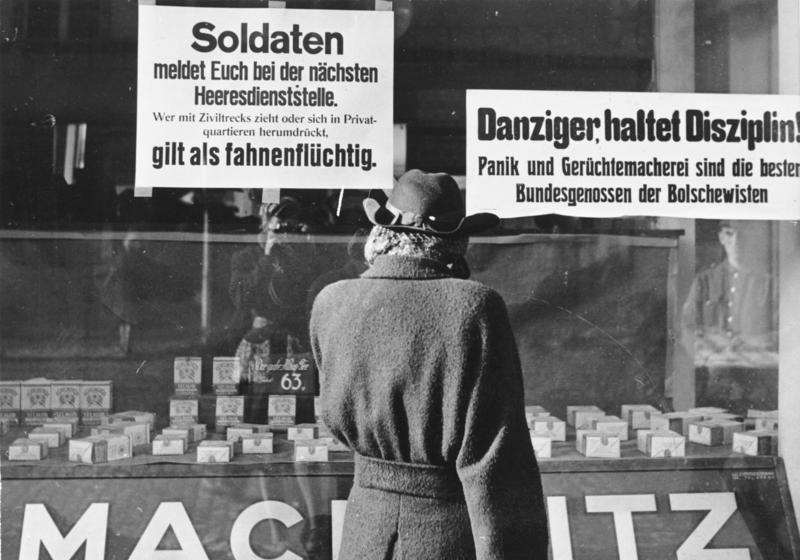
Третий рейх 1945.
«Солдаты, регистрируйтесь в ближайшем ведомстве сухопутных войск! Кто присоединяется к гражданским беженцам или пребывает без дела в гражданских квартирах, считается находящимся в самовольной отлучке.»

Самовольная отлучка (разговорное: «самоволка», «самоход») — оставление военнослужащим срочной службы без соответствующего разрешения территории расположения воинской части или места службы на срок свыше одних (но не более трёх) суток либо менее одних суток, но повторно в течение трёх месяцев службы.
Как самовольная отлучка квалифицируется также неявка военнослужащего (в те же сроки) без уважительных причин на службу при увольнении из расположения воинской части, возвращении из командировки, отпуска, лечебного заведения и так далее. В соответствии с существующими законами, лица, совершившие самовольную отлучку, привлекаются к уголовной ответственности, но тем не менее, в мирное время за самовольную отлучку при смягчающих обстоятельствах, вместо уголовной ответственности, могут быть применены меры дисциплинарного воздействия.

## Самоволка в литературе и искусстве
Самоволка нередко упоминается в произведениях литературы и искусства, является предметом песен и рассказов. Популярность приобрели стихотворение А. Т. Твардовского «Самоволка» и песня группы Любэ «Самоволочка».

## Юридическая квалификация

### В России
Самовольная отлучка на срок до десяти суток расценивается как грубый дисциплинарный проступок и влечёт дисциплинарную ответственность. В настоящее время, в связи с необходимостью решения военного суда, помещение военнослужащих на гауптвахту практически не применяется.
Оставление воинской части военнослужащим по призыву на срок от двух до десяти суток подпадает под действие части 1 статьи 337 УК России «Самовольное оставление части или места службы» и наказываются арестом на срок до шести месяцев или содержанием в дисциплинарной воинской части на срок до одного года.
При отсутствии военнослужащего по призыву или по контракту более 10 суток, но менее месяца то же деяние подпадает под действие пункта 3 статьи 337 УК России и влечёт наказание в виде лишения свободы до 3 лет. При отсутствии более месяца пункт 4 той же статьи предусматривает наказание в виде лишения свободы до 5 лет.
Военнослужащий, впервые совершивший деяния, предусмотренные статьёй 337 УК России, может быть освобожден от уголовной ответственности, если самовольное оставление части явилось следствием стечения тяжёлых обстоятельств.

### В Германии
Во время Третьего рейха самовольная отлучка часто приравнивалась к дезертирству и каралась смертной казнью. В бундесвере самовольная отлучка до 3 суток расценивается как проступок, более длительная отлучка — преступлением, которое карается лишением свободы до трёх лет.